# Cover Me
Cover Me este o melodie a trupei britanice Depeche Mode, lansată ca single în anul 2017. Acesta este al treilea single de pe cel de-al 14-lea album de studio al trupei, Spirit și ultimul la care a participat și Andrew Fletcher care a decedat în 2022. „Cover Me” este o compoziție a lui Dave Gahan în colaborare cu muzicienii Christian Eigner și Peter Gordeno, membri pentru concerte ai trupei Depeche Mode. Videoclipul, regizat de Anton Corbijn și filmat alb-negru, a fost pus la dispoziție pe 14 septembrie 2017 prin canalul YouTube al grupului.

## Lista trackurilor
Toate melodiile sunt scrise și compuse de Dave Gahan, Peter Gordeno și Christian Eigner cu excepția mențiunilor. 
| CD  |                                                  |                |         |  |
| Nr. | Titlu                                            | Autor(i)       | Lungime |  |
| 1.  | „Cover Me” (Radio Edit)                          |                | 4:01    |  |
| 2.  | „Cover Me” (Warpaint Steez Remix)                |                | 6:23    |  |
| 3.  | „Cover Me” (Erol Alkan Black Out Rework)         |                | 8:12    |  |
| 4.  | „Cover Me” (Texas Gentlemen Remix)               |                | 5:22    |  |
| 5.  | „Cover Me” (Ellen Allien U.F.O. RMX)             |                | 9:37    |  |
| 6.  | „Cover Me” (Ben Pearce Remix)                    |                | 5:59    |  |
| 7.  | „Cover Me” (Josh T. Pearson Choose Hellth Remix) |                | 4:48    |  |
| 8.  | „So Much Love” (Kalli Remix)                     | Martin L. Gore | 6:28    |  |

| 2x12" |                                                  |                |         |  |
| Nr.   | Titlu                                            | Autor(i)       | Lungime |  |
| 1.    | „Cover Me” (Ellen Allien U.F.O. RMX)             |                | 9:36    |  |
| 2.    | „Cover Me” (I Hate Models Cold Lights Remix)     |                | 9:55    |  |
| 3.    | „Cover Me” (Nicole Moudaber Remix)               |                | 11:15   |  |
| 4.    | „So Much Love” (Kalli Remix)                     | Martin L. Gore | 6:28    |  |
| 5.    | „Cover Me” (Erol Alkan White Light Rework)       |                | 7:22    |  |
| 6.    | „Cover Me” (Texas Gentlemen Remix)               |                | 5:20    |  |
| 7.    | „Cover Me” (Warpaint Steez Remix)                |                | 6:22    |  |
| 8.    | „Cover Me” (Josh T. Pearson Choose Hellth Remix) |                | 4:48    |  |

## Echipa de producție
- David Gahan - voce
- Martin Gore - chitară, clape, sintetizator, backing vocal
- Andrew Fletcher - clape, sintetizator, backing vocal
- James Ford - tobe, mixaj, producție
- Kurt Uenala, Matrixxman - programming